# 芙蓉姐姐
史恒侠（1977年7月19日—），网名芙蓉姐姐，中国大陆陕西省武功县人，是中国大陆2005年开始流行于网络的一名反偶像女性。她在网络上被称为芙蓉姐姐或frjj，在水木清华BBS及北大未名BBS使用ID：huobingker（火冰可儿），笔名林可、猫猫宠。

## 生平
芙蓉姐姐原名史恒侠(来自芙蓉姐姐官方微博)，1977年7月19日出生于陕西省武功县一个普通职工家庭。1996年，考入陕西工学院机械设计专业就读，毕业后分配至陕西省建工集团安装工程公司（原陕西省安装工程公司）下属的陕西省安装机械厂工作。从2003年底开始，芙蓉姐姐在北大未名BBS、水木清华BBS发贴，尤其2004年开始在水木社区发表大量照片，因此受到大量网友的揶揄和嘲讽而出名。名人效应迅速被网络扩散放大，进而被平面媒体炒作。其中，“芙蓉姐姐”此称呼即来自她最早在水木清华BBS发表个人照片时所用的昵称（“清水出芙蓉，天然去雕饰”）。
由于相应的商业化操作，芙蓉姐姐从原来的网络秀走向网络媒体，成为平面、电视等传统媒体关注焦点。更多的公司、媒体也开始与她接触，并试图进行商业合作，她先是接拍了网络短剧《打劫》，随后又入围某演员角色海选，这使得她逐步走進娱乐圈。
自2010年后，芙蓉的怪诞装束和奇怪姿势的新照片几乎不再出现，取而代之的是一个接近正常人的形象出现在公众面前，2011年，芙蓉姐姐再次亮相时，其体重明显减轻，体态亦接近正常人的审美观。

## 评价
对于芙蓉姐姐的评价主要是针对其文字与形象内容所表达的较为夸张的表现欲。而关于其照片、文字等背后都有网络推手的背影。譬如她的照片是由曾经主推“流氓燕”并给她拍照片的网络推手陈墨拍的；她的blog大多不是自己写的，而是其他写手写的，包括其中著名的“胸部酥酥”的一篇。对于她的诸多表现，网络争论纷纷，持有褒贬态度的人各有。部分分析则更多牵扯到社会问题，并以此与鲁迅笔下的看客进行比较。不过近期芙蓉的各种表现，尤其是2010年之后的逐渐转型回归主流审美，获得了部分人群较为正面的评价。